# Wolframs-Eschenbach

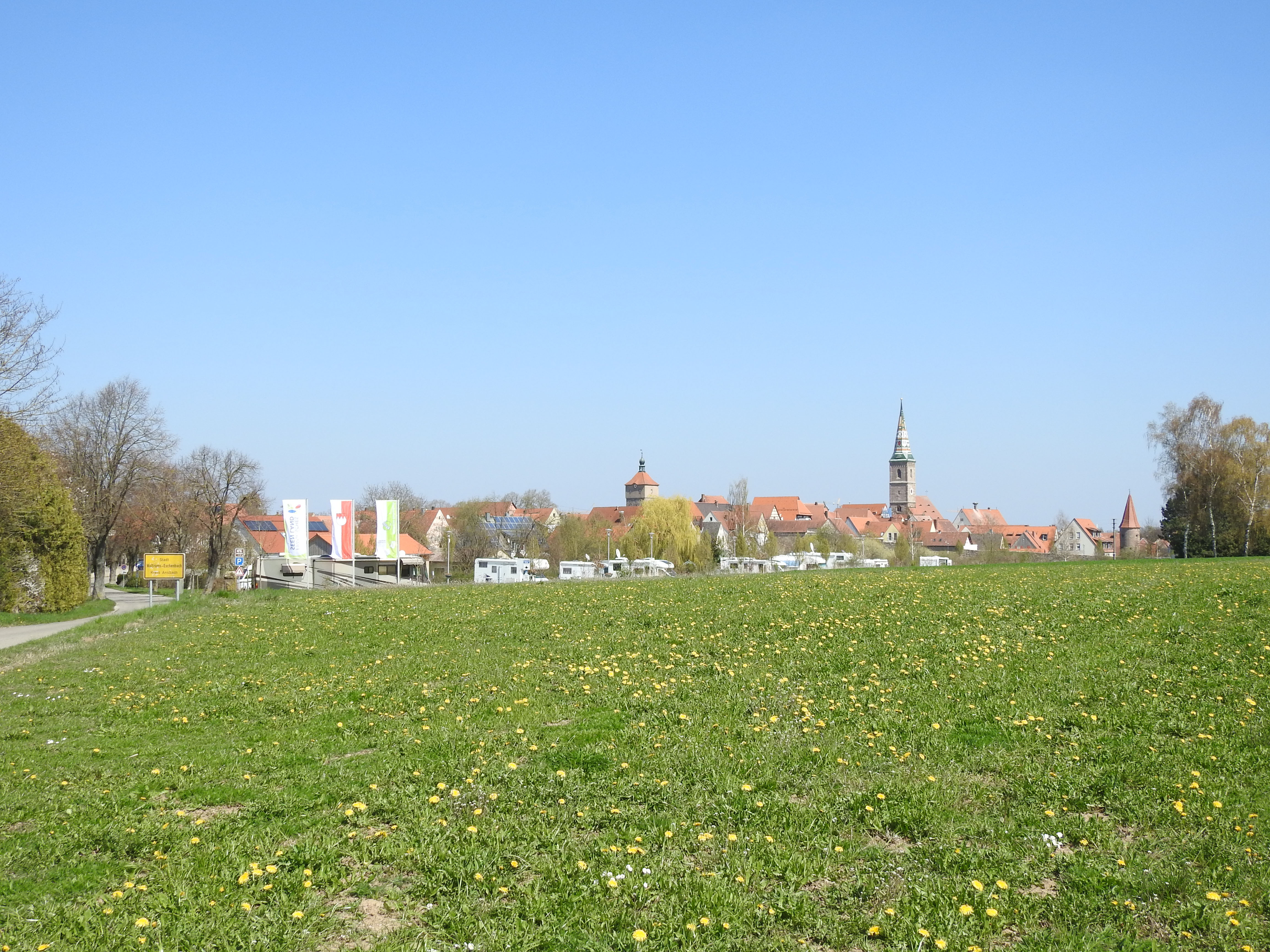
Wolframs-Eschenbach von Westen

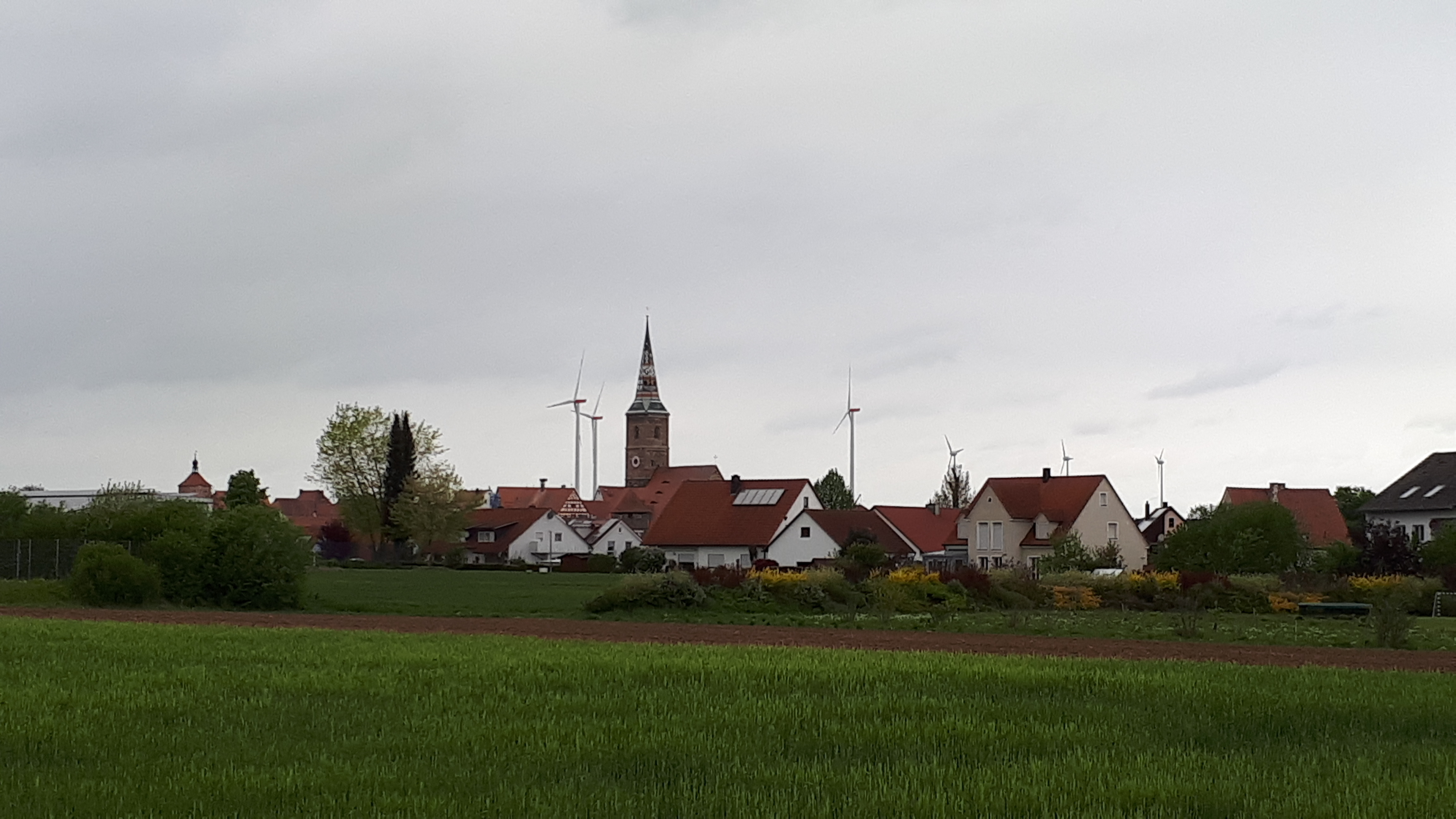
Wolframs-Eschenbach von Südosten

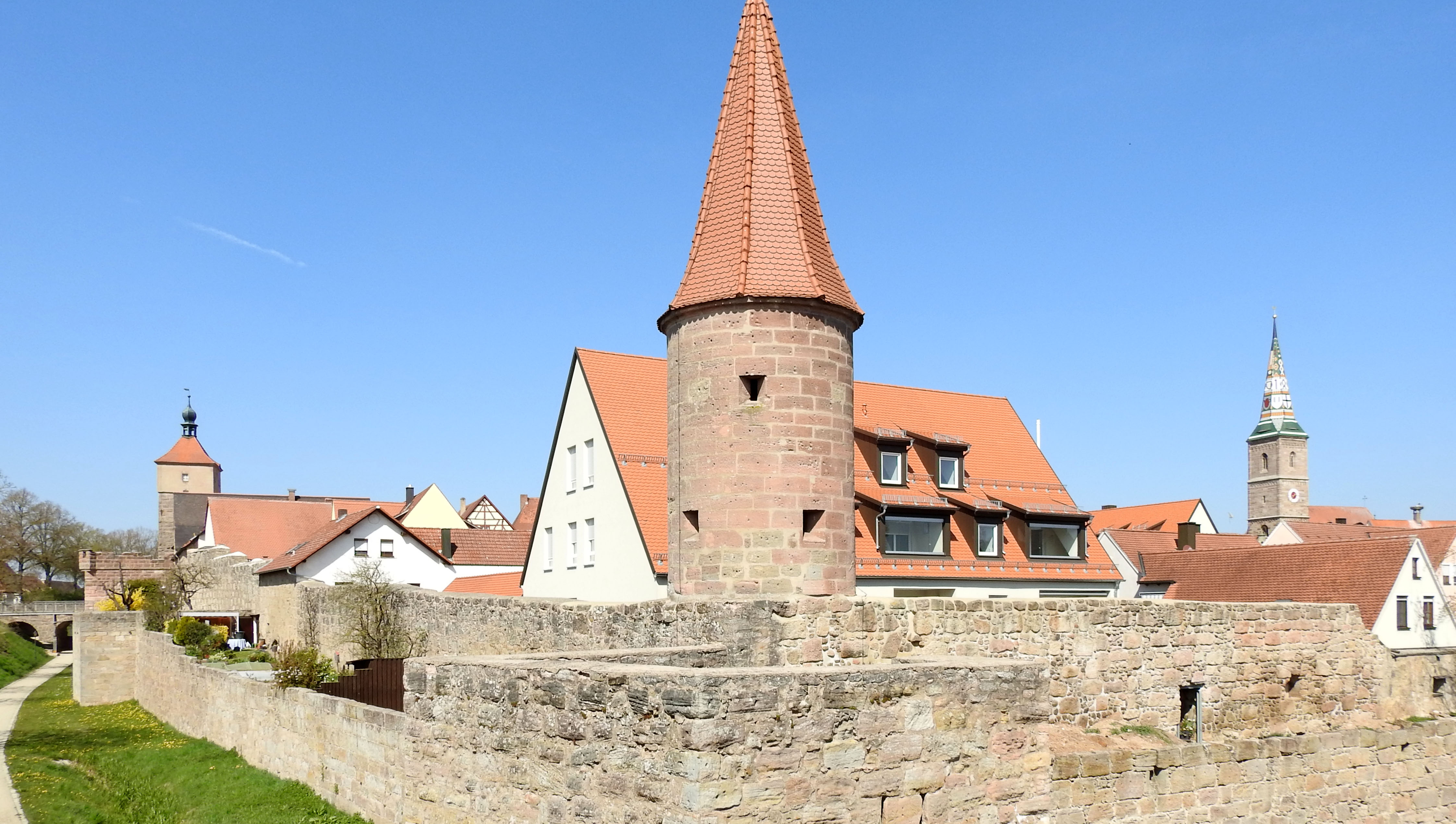
Stadtmauer in Wolframs-Eschenbach

Wolframs-Eschenbach (ⓘ) ist eine Stadt im Landkreis Ansbach in Mittelfranken und zählt zur Metropolregion Nürnberg. Am 19. Juli 1917 wurde die Stadt (Ober)-Eschenbach zu Ehren von Wolfram von Eschenbach in Wolframs-Eschenbach umbenannt.

## Geografie

### Geografische Lage
Die Stadt liegt unweit des Fränkischen Seenlandes an der Burgenstraße.

### Nachbargemeinden
|            | Lichtenau                                   |                             |
|            | Kompassrose, die auf Nachbargemeinden zeigt | Mitteleschenbach, Windsbach |
| Merkendorf | Muhr am See, Haundorf                       |                             |

### Gemeindegliederung
Die Gemeinde hat 10 Gemeindeteile:
- Adelmannsdorf (Dorf)
- Biederbach (Kirchdorf)
- Bölleinsmühle (Einöde)
- Reutern (Dorf)
- Sallmannshof (Einöde)
- Selgenstadt (Dorf)
- Utzenmühle (Einöde)
- Waizendorf (Dorf)
- Wolframs-Eschenbach (Hauptort)
- Wöltendorf (Weiler)

Die Einöde Beierleinsmühle zählt zum Gemeindeteil Wolframs-Eschenbach.
Das Gemeindegebiet ist in den Gemarkungen Biederbach, Reutern, Selgenstadt und Wolframs-Eschenbach aufgeteilt. Die Gemarkung Wolframs-Eschenbach hat eine Fläche von 11,098 km². Sie ist in 2128 Flurstücke aufgeteilt, die eine durchschnittliche Fläche von 5215,28 m² haben. In ihr liegt neben dem namensgebenden Hauptort der Gemeindeteil Waizendorf.

## Geschichte

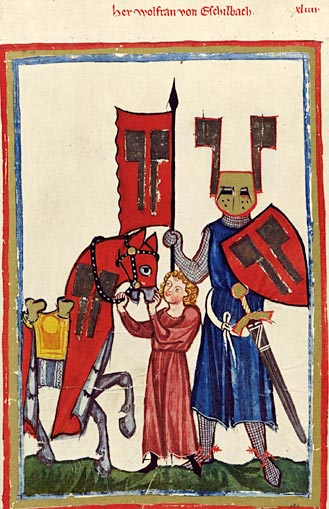
Wolfram von Eschenbach, Autorbild als Ritter im Codex Manesse

### Bis zum 19. Jahrhundert
Der Ort wurde als „Eschelebach“ im Zeitraum 1057/75 erstmals urkundlich erwähnt. Der Ortsname leitet sich von dem gleichnamigen Gewässer ab, dessen Bestimmungswort die Esche ist. 1309 ist die Form „Obern-Eschembach“ bezeugt zur Unterscheidung von gleichnamigen, in der Nähe gelegenen Orten (Mitteleschenbach, Untereschenbach).
Im 11. Jahrhundert gehörte Eschenbach den Bischöfen von Eichstätt und gegen Ende des 12. Jahrhunderts wurden verschiedene Grafen die Herren von Eschenbach bzw. Obereschenbach. Um 1212/1220 wurde Obereschenbach (seit 1917 Wolframs-Eschenbach) von den Wertheimer Grafen als Geschenk an den Deutschen Orden übergeben. Ab diesem Zeitpunkt spielte der Deutsche Orden eine beträchtliche Rolle in der Geschichte von Eschenbach. Er herrschte über 600 Jahre über die Stadt. Eschenbach lag an einer wichtigen Handelsstraße und wurde nach einiger Zeit zum regionalen Handelsplatz sowie zu einem weltlichen und geistlichen Zentrum. Kaiser Ludwig der Bayer verlieh dem Ort am 18. Dezember 1332 das Stadtrecht.
Laut dem Salbuch der Deutschordenskommende Nürnberg aus dem Jahr 1343 gehörten dem Stadtvogteiamt Eschenbach in Eschenbach 5 Höfe, 1 Lehen, 1 Gütlein, 73 Hofstätten, 2 Häuser, der Bader, 5 Hofraiten, mehr als 66 Morgen Äcker, Wiesen und Gärten.
Von 1500 bis 1806 gehörte die Stadt zum Fränkischen Reichskreis, denn die Deutschordensballei Franken wurde in diesen Reichskreis eingegliedert. Obwohl die Aufhebung des Deutschen Ordens durch ein Dekret Napoleons I. erst 1809 erfolgte, hatte Bayern bereits 1806 im Zuge der Aufhebung ritterschaftlicher Güter die Kommende Ellingen mit dem Amt (Wolframs-)Eschenbach eingezogen.
Gegen Ende des 18. Jahrhunderts gab es in Eschenbach 171 Anwesen. Das Hochgericht sowie die Dorf- und Gemeindeherrschaft und die Grundherrschaft über die Anwesen übte das Stadtvogteiamt Eschenbach des Deutschen Ordens aus. Außerdem gab es noch herrschaftliche, kommunale und kirchliche Gebäude. Von 1797 bis 1808 unterstand der Ort dem Justiz- und Kammeramt Windsbach. Zu dieser Zeit gab es 160 Häuser.
Im Jahre 1806 kam Eschenbach an das Königreich Bayern. Im Rahmen des Gemeindeedikts wurde 1808 der Steuerdistrikt Eschenbach gebildet. Die Munizipalgemeinde Eschenbach wurde 1810 gegründet und war deckungsgleich mit dem Steuerdistrikt Eschenbach. Sie war in Verwaltung und Gerichtsbarkeit dem Landgericht Heilsbronn zugeordnet und in der Finanzverwaltung dem Rentamt Windsbach. Von 1862 bis 1879 gehörte Eschenbach zum Bezirksamt Heilsbronn, ab 1880 zum Bezirksamt Gunzenhausen (1939 in Landkreis Gunzenhausen umbenannt) und zum Rentamt Gunzenhausen (1919 in Finanzamt Gunzenhausen umbenannt). Die Gerichtsbarkeit blieb bis 1879 beim Landgericht Heilsbronn, von 1880 bis 1973 war das Amtsgericht Gunzenhausen zuständig. Seit 1972 gehört Wolframs-Eschenbach zum Landkreis Ansbach, ein Jahr später wurde es dem Amtsgericht Ansbach und dem Finanzamt Ansbach zugeordnet. Die Gemeinde hatte 1964 eine Gebietsfläche von 6,490 km².

### Seit dem 20. Jahrhundert
Am 19. Juli 1917 wurde die Stadt auf Betreiben von Prälat Johann Baptist Kurz (18. Mai 1881–18. Februar 1968) durch ein Dekret von König Ludwig III. von Bayern von (Ober)-Eschenbach zu Ehren von Wolfram von Eschenbach aus dem Geschlecht der Herren von Eschenbach in Wolframs-Eschenbach umbenannt.
Vertriebene aus Schlesien, Böhmen und Mähren zogen ab 1945 nach Wolframs-Eschenbach und ließen den Ort wachsen.
Seit 2007 ist Wolframs-Eschenbach staatlich anerkannter Erholungsort.

### Eingemeindungen
Im Zuge der Gebietsreform in Bayern wurde am 1. Januar 1972 die Gemeinde Reutern eingegliedert. Am 1. Juli 1972 kam Waizendorf aus der aufgelösten Gemeinde Gerbersdorf dazu. Biederbach und Selgenstadt folgten am 1. Mai 1978.

### Einwohnerentwicklung
Im Zeitraum 1988 bis 2018 stieg die Einwohnerzahl von 2112 auf 3116 Einwohner bzw. um 47,5 %.
Gemeinde Wolframs-Eschenbach
| Jahr      | 1979 | 1987   | 1991 | 1995 | 2002 | 2005 | 2007   | 2008   | 2009   | 2010   | 2011   | 2012   | 2013   | 2014   | 2015   | 2016   |
| Einwohner | 2019 | 2086   | 2259 | 2671 | 2927 | 2881 | 2847   | 2870   | 2872   | 2872   | 2770   | 2817   | 2923   | 2934   | 3045   | 3060   |
| Häuser    |      | 545    |      |      |      |      |        |        |        |        |        |        | 836    | 843    | 847    | 861    |
| Quelle    |      | [ 22 ] |      |      |      |      | [ 23 ] | [ 23 ] | [ 23 ] | [ 23 ] | [ 23 ] | [ 23 ] | [ 23 ] | [ 23 ] | [ 23 ] | [ 23 ] |

Ort Wolframs-Eschenbach (= Gemeinde Eschenbach bis zur Gebietsreform)
| Jahr      | 1818   | 1840   | 1852   | 1855   | 1861   | 1867   | 1871   | 1875   | 1880   | 1885   | 1890   | 1895   | 1900   | 1905   | 1910   | 1919   | 1925   | 1933   | 1939   | 1946   | 1950   | 1952   | 1961   | 1970   | 1987   | 2014   |
| Einwohner | 803    | 1003   | 996    | 972    | 995    | 913    | 922    | 939    | 988    | 1005   | 953    | 941    | 953    | 940    | 966    | 987    | 1030   | 1039   | 980    | 1519   | 1514   | 1489   | 1520   | 1531   | 1640   | 2592   |
| Häuser    | 187    | 197    |        |        |        |        | 199    |        |        | 212    | 209    |        | 210    |        |        |        | 205    |        |        |        | 239    |        | 292    |        | 451    |        |
| Quelle    | [ 24 ] | [ 25 ] | [ 26 ] | [ 26 ] | [ 27 ] | [ 28 ] | [ 29 ] | [ 30 ] | [ 31 ] | [ 32 ] | [ 33 ] | [ 34 ] | [ 35 ] | [ 34 ] | [ 36 ] | [ 34 ] | [ 37 ] | [ 34 ] | [ 34 ] | [ 34 ] | [ 38 ] | [ 34 ] | [ 17 ] | [ 39 ] | [ 22 ] | [ 40 ] |

## Religionen
Die katholische Münsterpfarrei Wolframs-Eschenbach gehört zum Dekanat Herrieden innerhalb des Bistums Eichstätt. Derzeitiger Pfarrer ist Jochen Scherzer.
In der Stadt Wolframs-Eschenbach leben 1786 Katholiken mit Hauptwohnsitz (Stand: 1. Dezember 2010). Zur Pfarrei gehören auch 467 katholische Christen in der Nachbarstadt Merkendorf. Für sie finden monatliche Sonntagsgottesdienste in der dortigen evangelischen Friedhofskapelle St. Johannis statt.
Die Wolframs-Eschenbacher Stadtpfarrkirche (auch Liebfrauenmünster genannt) ist der Himmelfahrt Mariens geweiht. Daneben gibt es im Friedhof die St.-Sebastians-Kirche aus dem frühen 16. Jahrhundert (später im Stil des Rokoko umgestaltet). Im Gemeindeteil Biederbach befindet sich eine Filialkirche mit dem Patronat der Heiligen Familie.
Die ca. 500 evangelischen Christen in Wolframs-Eschenbach gehören zur evangelischen Pfarrei im drei Kilometer entfernten Merkendorf. Für Gottesdienste in Wolframs-Eschenbach steht ihnen u. a. die katholische Friedhofskirche St. Sebastian zur Verfügung.
In Wolframs-Eschenbach gab es seit 1802 einen jüdischen Gebetssaal, der 1933 aufgegeben wurde. Einige Juden wurden über Erlangen nach Hamburg gebracht und emigrierten 1933/1934 in die USA, einige davon in die Neuengland-Staaten, andere nach Texas und Kalifornien.
Die nächsten jüdischen Einrichtungen befinden sich heute in Gunzenhausen, Ansbach und Weißenburg. Dasselbe gilt für muslimische Einrichtungen.

## Politik

### Stadtrat
Nach der Kommunalwahl vom 15. März 2020 setzt sich der Stadtrat wie folgt zusammen:
- Christlich-Soziale Union in Bayern/Unabhängige Bürger Wolframs-Eschenbach: 9 Stadträte (+1)
- Freie Wähler Wolframs-Eschenbach: 7 Stadträte (+1)

Gesamt: 16 Sitze

### Bürgermeister
Michael Dörr (CSU) ist seit 2008 Bürgermeister und wurde am 15. März 2020 mit 67,1 % der Stimmen wiedergewählt. Sein Vorgänger war Anton Seitz (CSU).

### Wappen und Flagge
Wappen
| Wappen von Wolframs-Eschenbach | Blasonierung: „In Grün ein schräglinker silberner Wellenbalken.“ |
| Wappen von Wolframs-Eschenbach | Wappenbegründung: Aus dem Jahr 1368 ist ein Siegel belegt mit der Umschrift CIVITAS OBERESCHENBACH. Im Schild steht ein für den Ortsnamen redender schräger Wellenbalken, der anfangs rechts, später links laufend dargestellt wird. Wolframs-Eschenbach führt seit dem 14. Jahrhundert ein eigenes Wappen. |

Flagge
Die Gemeinde hat eine grün-weiße Gemeindeflagge.

### Städtepartnerschaften
- Zöblitz im Erzgebirgskreis, Freistaat Sachsen
- Schlettau im Erzgebirgskreis, Freistaat Sachsen
- Donzenac im Département Corrèze in Frankreich

## Kultur und Sehenswürdigkeiten

### Museen
- Museum Wolfram von Eschenbach

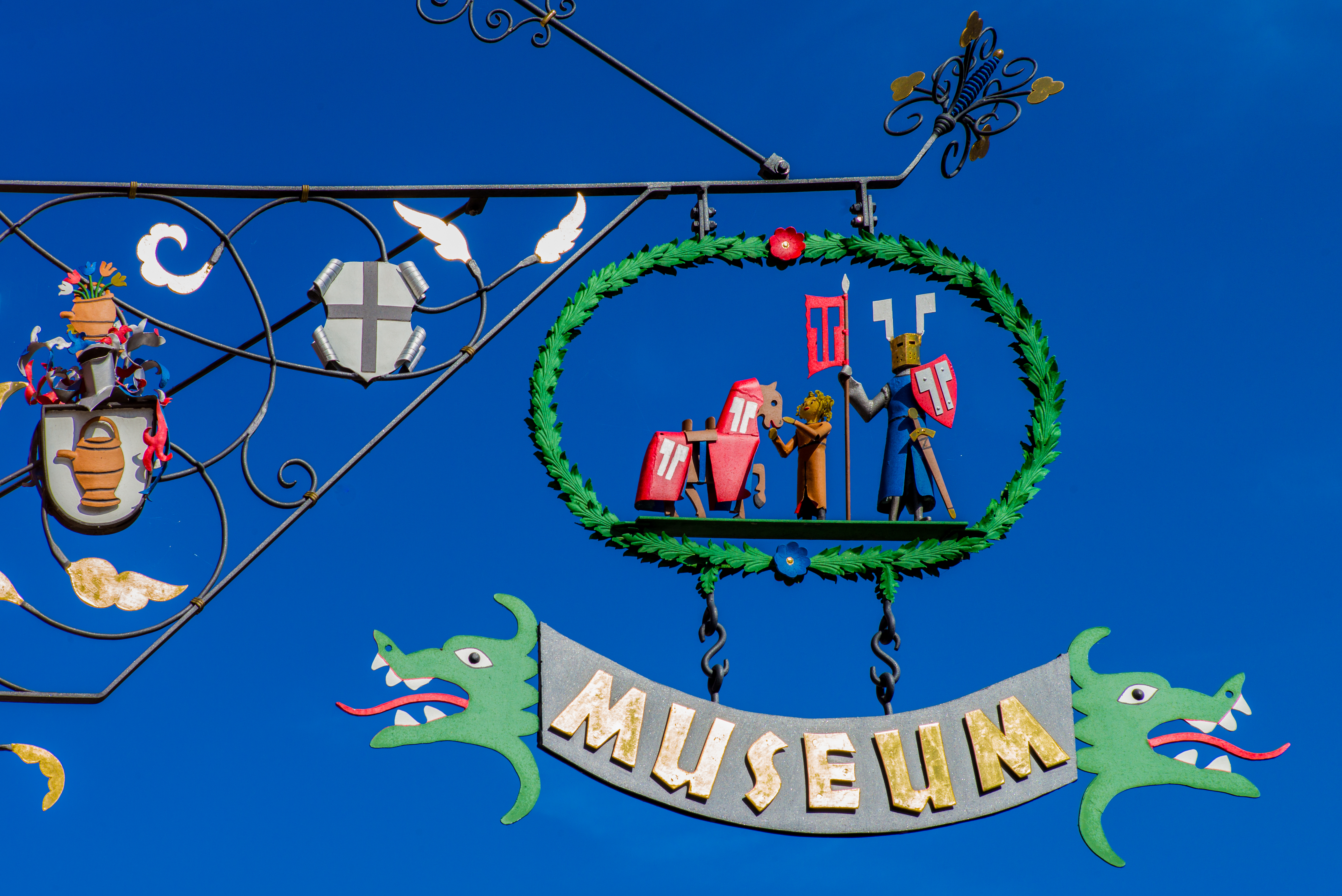
Museum Wolfram von Eschenbach

  - Das Museum zeigt Gegenstände aus der Stadtgeschichte wie Feuerwehrutensilien, Zunfttruhen und Zinsbücher.

### Baudenkmäler
- Die mittelalterliche Stadt wird von einer vollständig erhaltenen Befestigungsanlage (Stadtmauer) umgeben mit zwei großen Tortürmen als Zugang zur Stadt. Außerdem gibt es noch den Pulverturm und den Hungerturm an der Südseite ohne Tore.
- Das Liebfrauenmünster, katholische Pfarrkirche und Grablege Wolframs von Eschenbach wurde zwischen 1220 und 1300 vom Deutschen Orden als Hallenkirche erbaut.
- Deutschordenschloss
- Alte Vogtei
- Altes Rathaus
- Hohes Haus
- Pfründehaus
- Haus Arche Noah
- Unteres Stadttor
- Oberes Stadttor
- St. Sebastian
- Am Ortsausgang von Wolframs-Eschenbach in der Merkersdorfer Straße und Abzweigung zur Biedersbacher Straße befindet sich die Steinkreuzgruppe in Wolframs-Eschenbach.

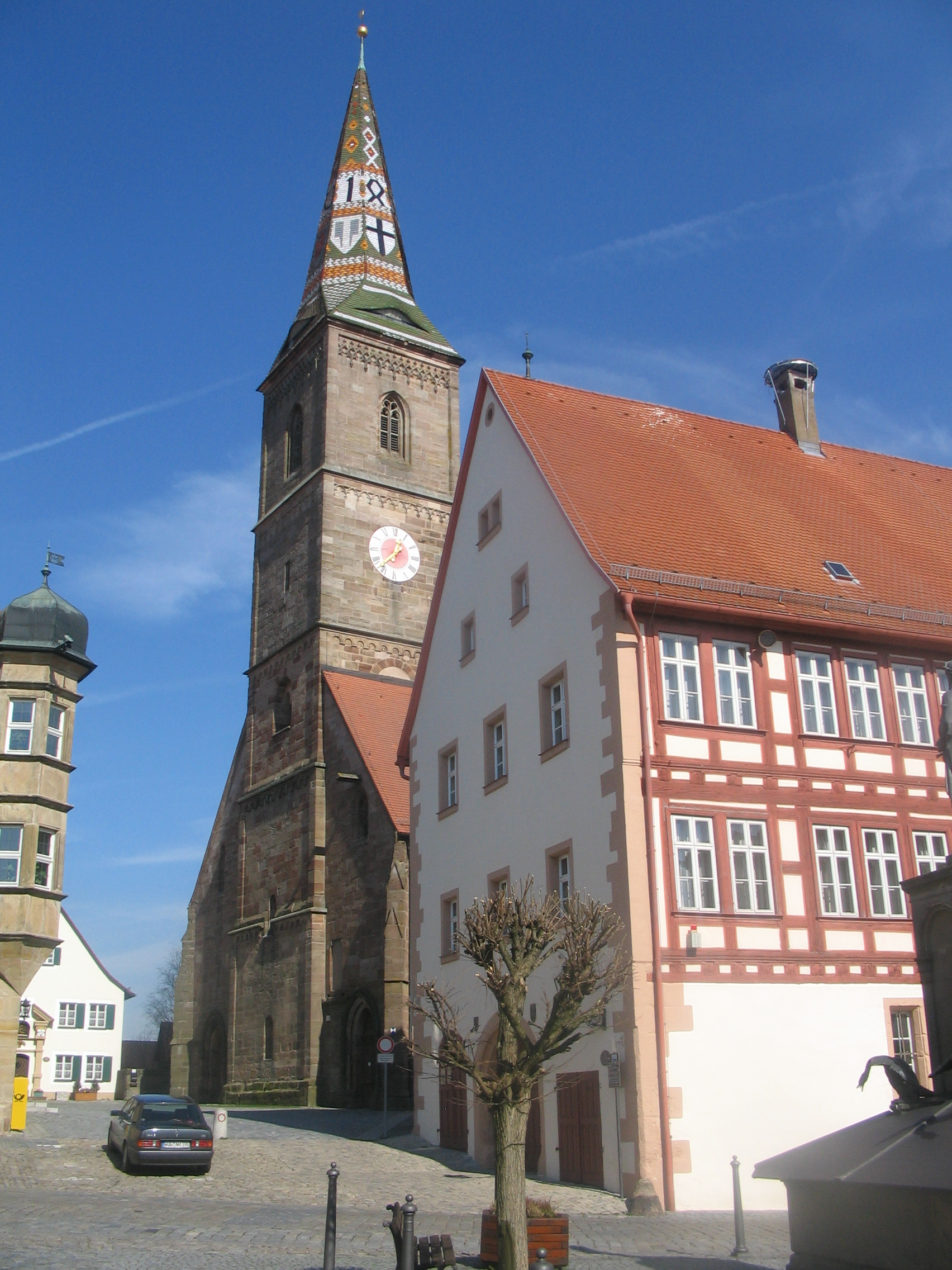
Liebfrauenmünster und altes Rathaus
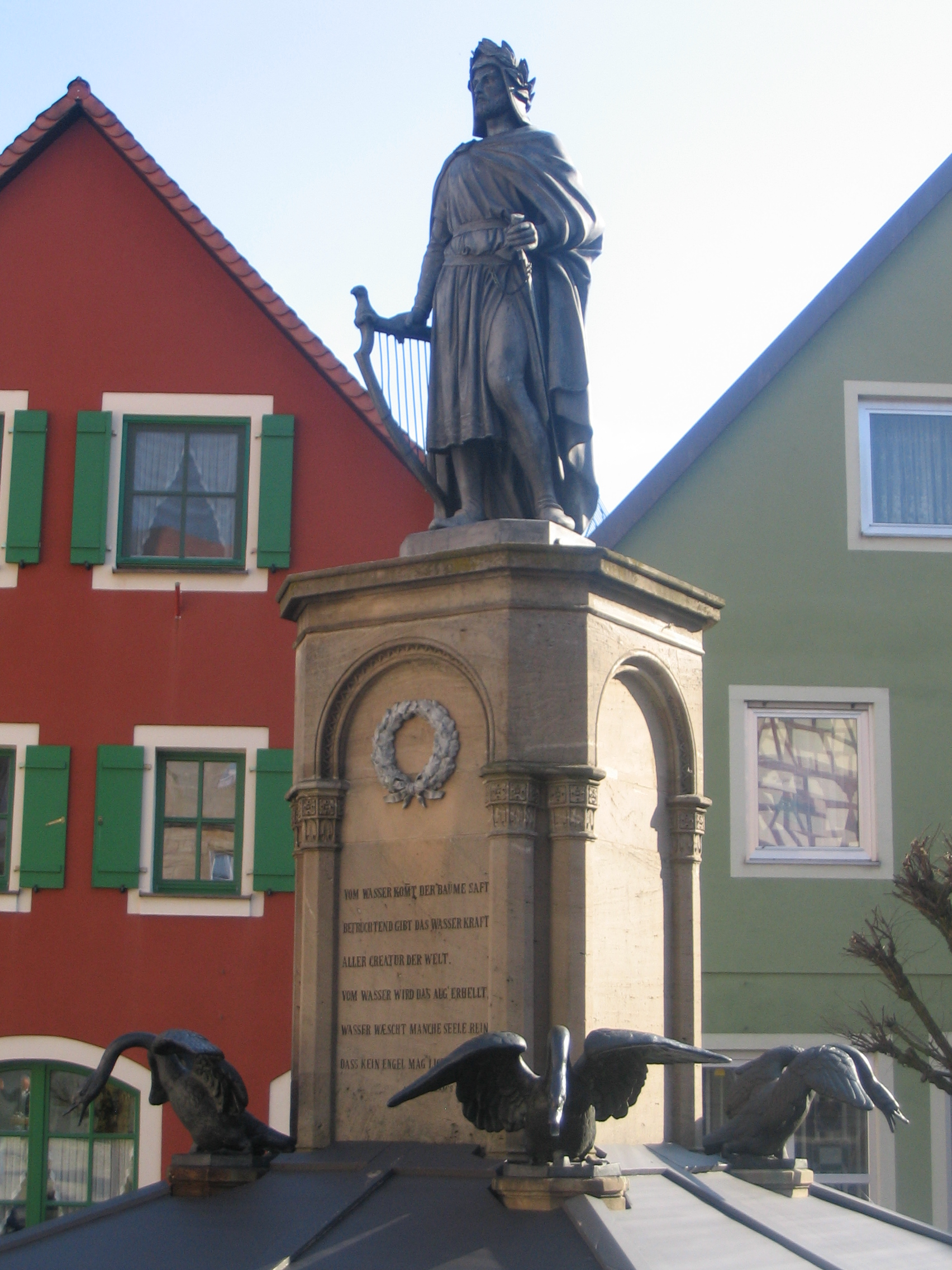
Denkmal für Wolfram von Eschenbach
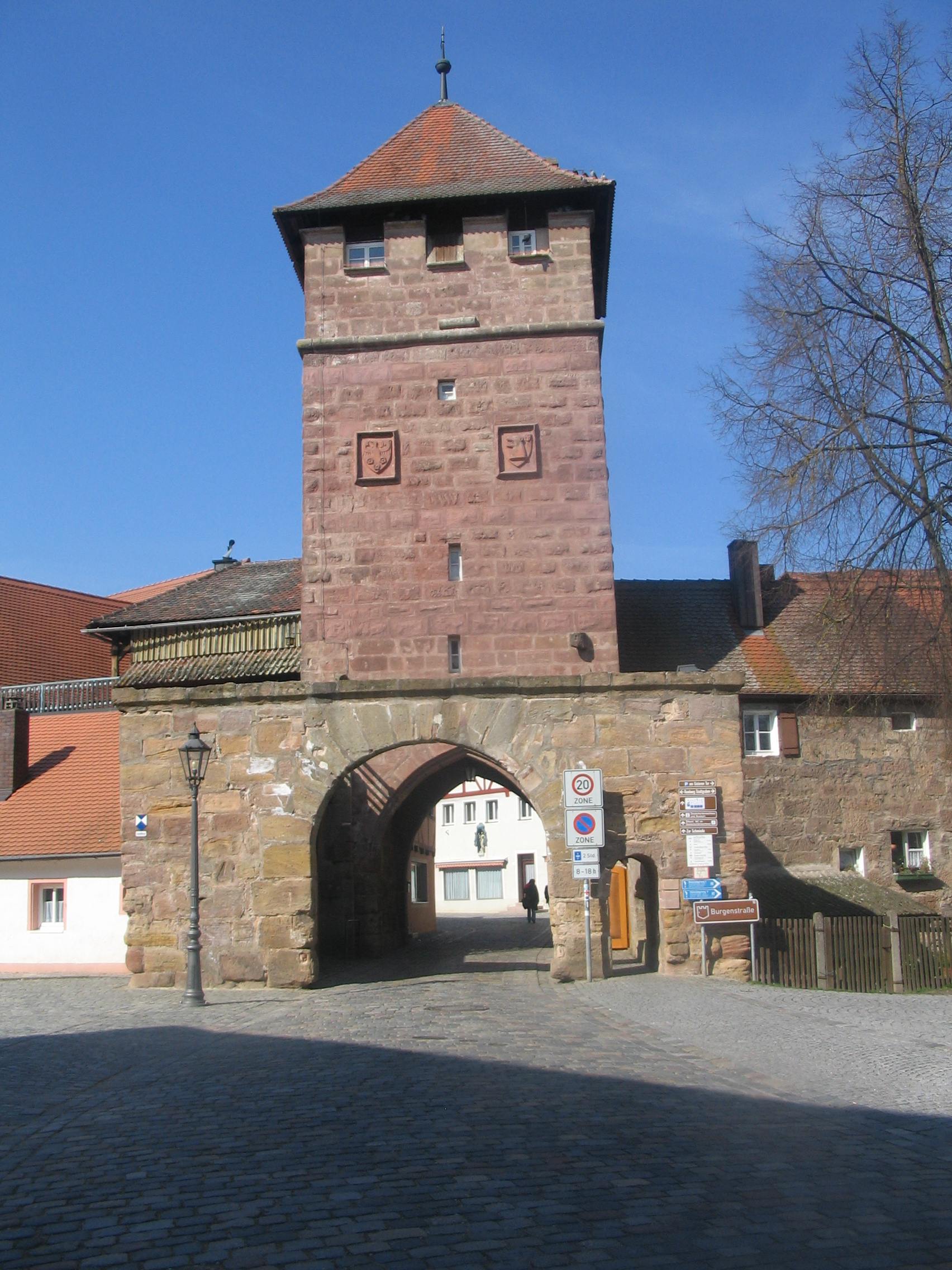
Unteres Tor
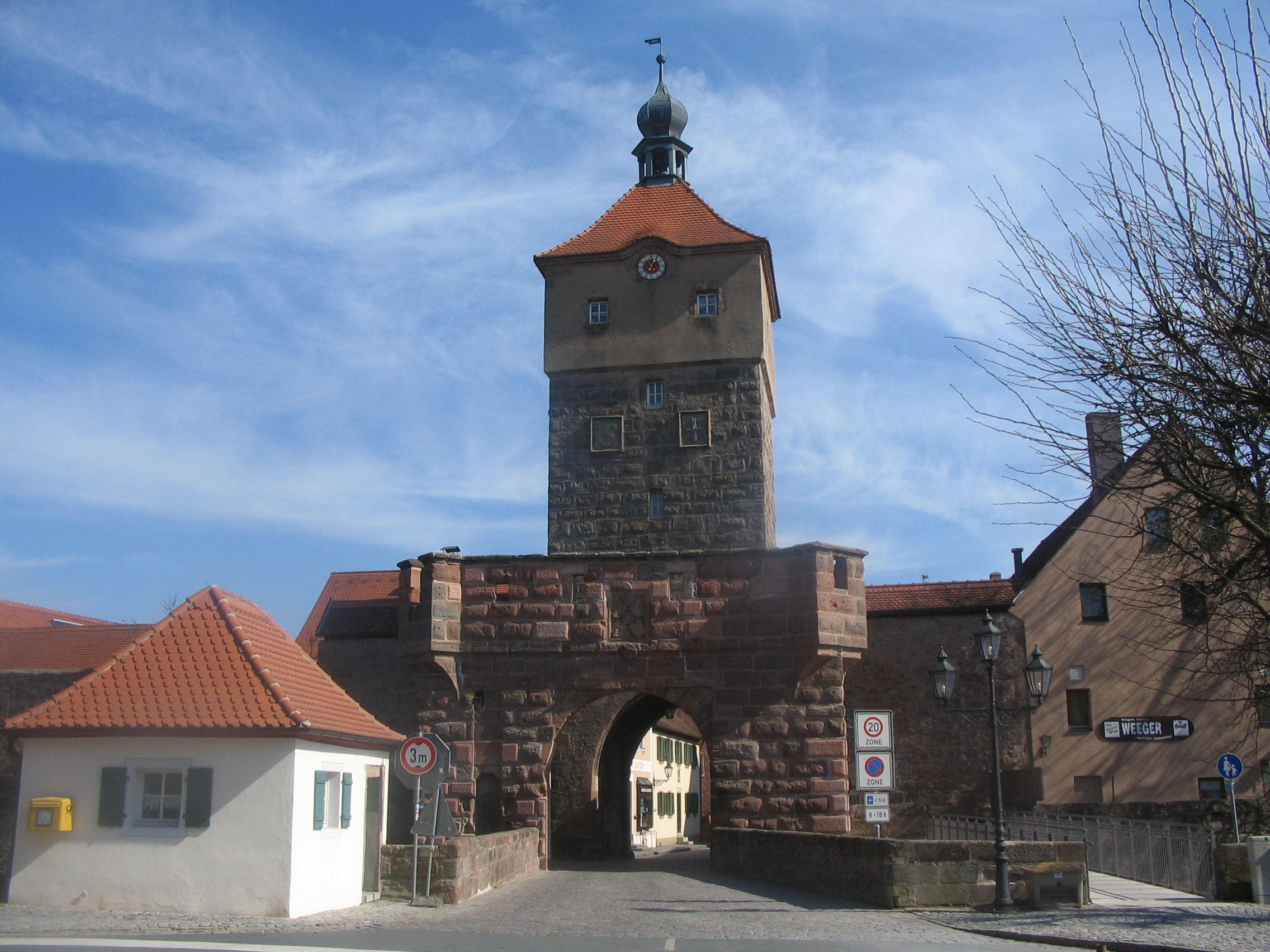
Oberes Tor
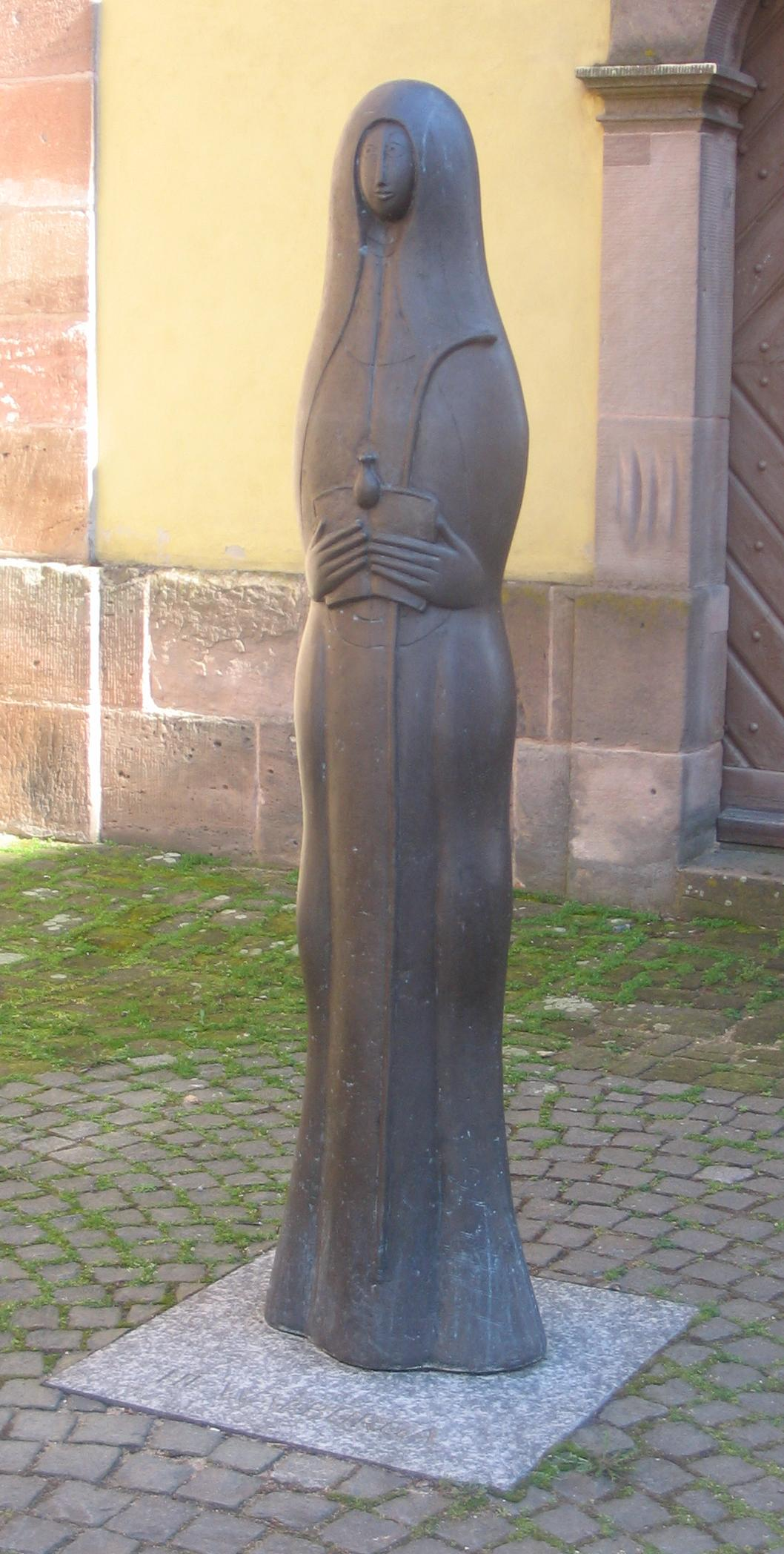
Statue der heiligen Walburga von Ernst Steinacker
Texttafel
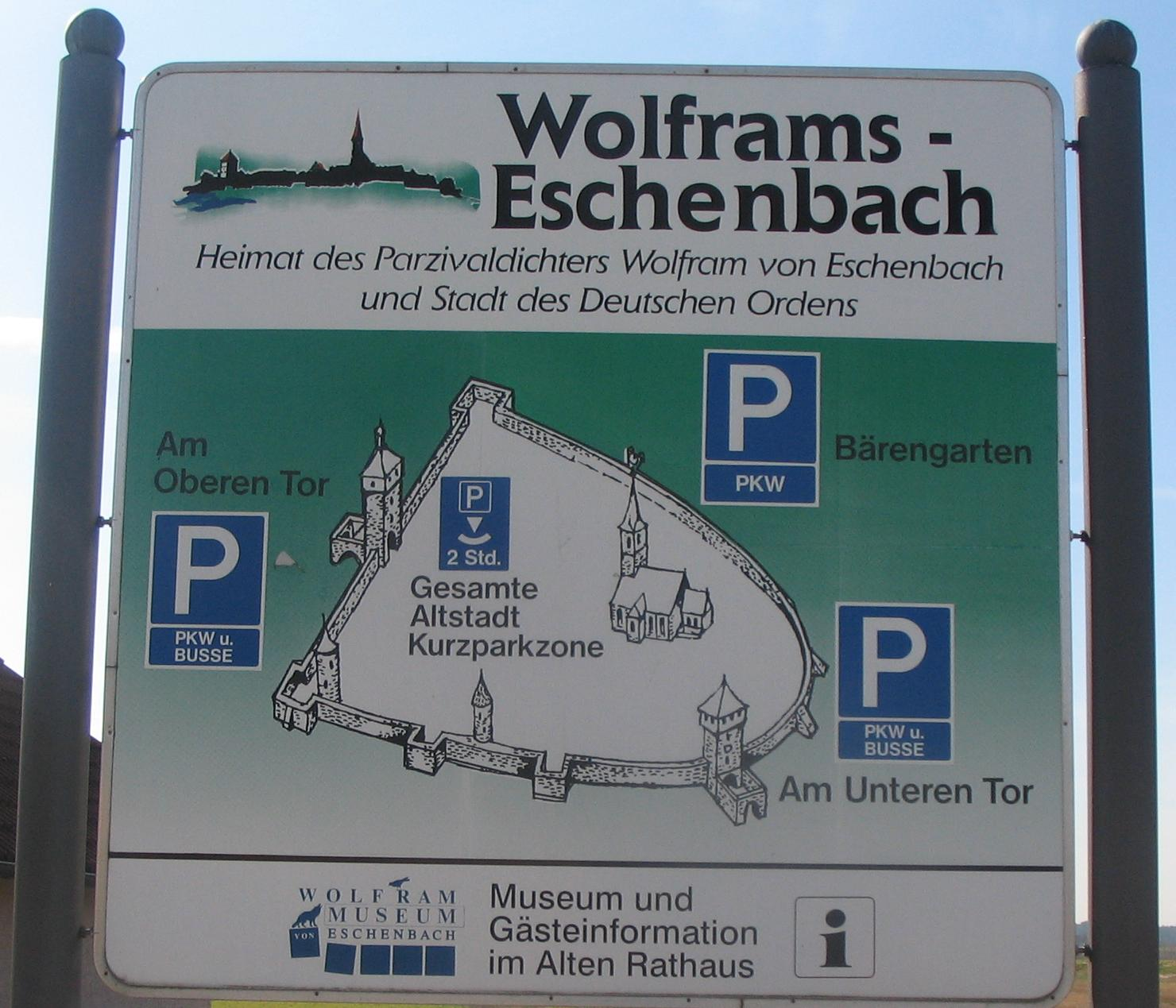
Grobe Karte von Wolframs-Eschenbach
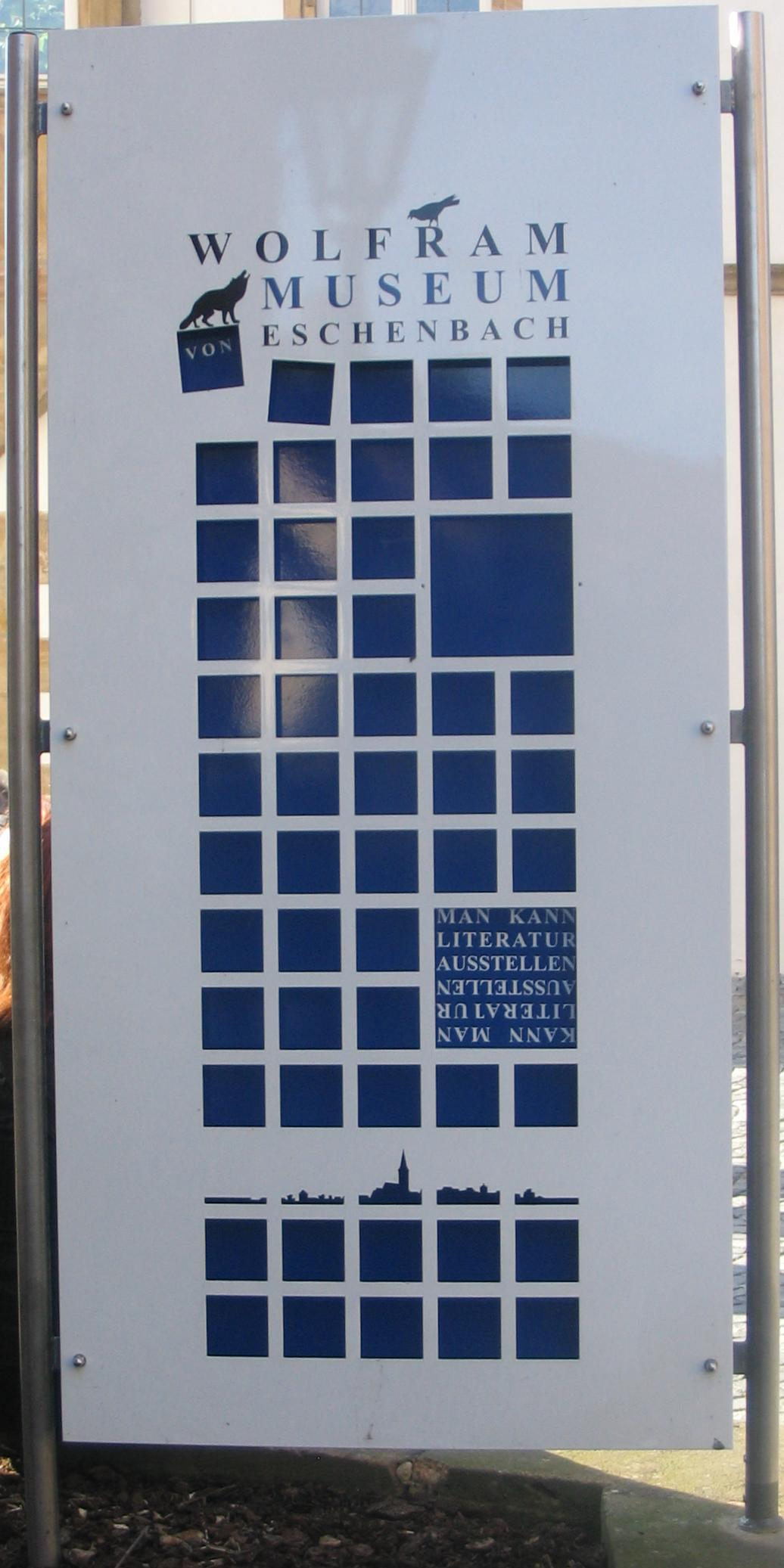
Schild des Museums Wolfram von Eschenbach
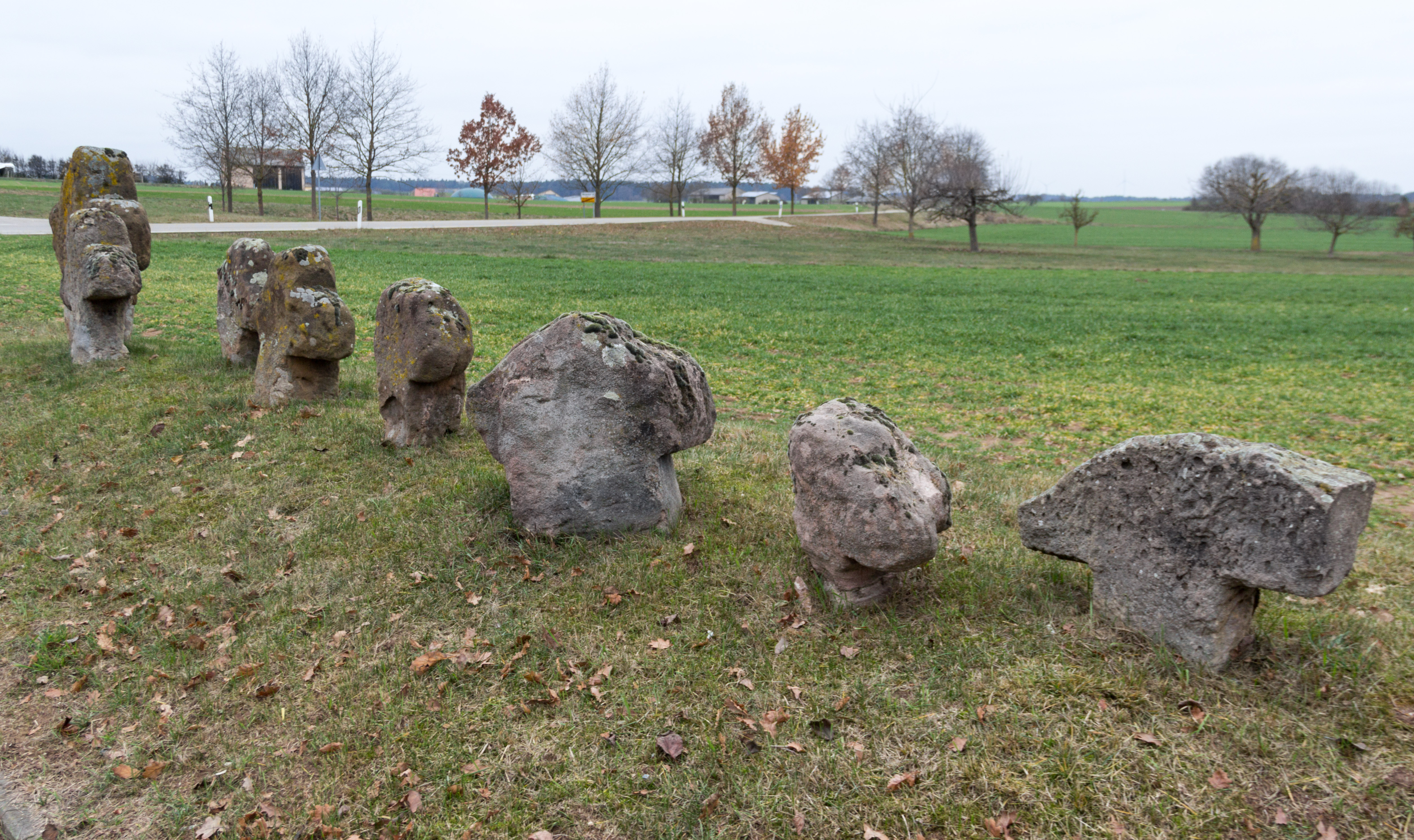
Acht Steinkreuze

### Wolframs-Eschenbach als Filmkulisse
1974 diente Wolframs-Eschenbach als Kulisse für den Kinderfilm-Klassiker Der Räuber Hotzenplotz mit Gert Fröbe, Josef Meinrad, Rainer Basedow und Lina Carstens. Im Abspann des Films nannte Regisseur Gustav Ehmck ausdrücklich auch die Bevölkerung des Ortes als Darsteller, und der Name „Eschenbach“ wird im Film auch erwähnt.

### Regelmäßige Veranstaltungen
- Jährlich die Verleihung des Kulturpreises des Bezirkes Mittelfranken
- Kirchweih am dritten Sonntag im August
- Altstadtfest (im Juli, alle zwei Jahre)
- Sternlesmarkt (im Dezember)
- Räuber-Hotzenplotz-Fest (am ersten Sonntag im August)
- Faschingsumzug (Januar/Februar)
- Seit 2009 findet am ersten Samstag im September auf einer naheliegenden Wiese das Open-Air-Festival Echolot mit elektronischer Musik statt.[46]
- Oldie Town (alle zwei Jahre)

### Gastronomie und Unterkünfte
Mehrere Gasthäuser in Wolframs-Eschenbach bieten typische fränkische Küche. Es gibt ca. 150 bis 200 Betten in Hotels, Pensionen, Ferienhäusern und bei Privatpersonen.

## Verkehr
Die Staatsstraße 2220 verläuft über Gerbersdorf nach Merkendorf zur Bundesstraße 13 (3,3 km südwestlich) bzw. über Ismannsdorf nach Windsbach (7,5 km nordöstlich). Die Kreisstraße AN 12 führt nach Biederbach (2,7 km südlich) bzw. nach Wöltendorf (2,5 km nördlich), die AN 58 führt nach Waizendorf (1,2 km westlich). Gemeindeverbindungsstraßen führen nach Reutern (1,2 km nordöstlich) und nach Adelmannsdorf (1,7 km südöstlich).
In Wolframs-Eschenbach startet der Wanderweg Stilla-Weg nach Abenberg. Durch den Ort verläuft die Rangau-Linie des Main-Donau-Wegs. Weitere Fernwanderwege sind der Parsifal-Weg, der Rangau-Querweg und der Theodor-Bauer-Weg. Der Rundwanderweg Zwei-Städte-Weg verbindet mit dem Nachbarort Merkendorf.

## Persönlichkeiten

### Ehrenbürger
- August Koch, Allgemeinarzt, wirkte von 1938 bis 1974 in der Stadt
- Johann Baptist Kurz, Stiftsdekan und päpstlicher Prälat, Wolfram-Forscher
- Josef Maget (2002)[47]

### Söhne und Töchter der Stadt
- Wolfram von Eschenbach (um 1170–um 1220) ist einer der bekanntesten mittelalterlichen Dichter und Minnesänger. Sein wohl bekanntestes Werk ist Parzival.
- Anton Weißmann (1871–1945), Journalist und Politiker, Landtagsabgeordneter
- Franz Heidingsfelder (1882–1942), Professor der Kirchen- und Kunstgeschichte sowie Rektor der Philosophisch-theologischen Hochschule Regensburg
- Rosine Speicher (1884–1967), Frauenrechtlerin und Redakteurin
- Georg Heidingsfelder (1887–1943), Professor für Philosophie und Pädagogik an der Philosophisch-Theologischen Hochschule Eichstätt
- Friedrich Dörr (1908–1993), Liturgiewissenschaftler u. a. an der Universität Eichstätt, Liturgiereferent des Bistums Eichstätt.
- Eric Weeger (* 1997), Fußballspieler